# ميت معلا
قرية ميت معلا هي إحدى القرى التابعة لمركز بلبيس في محافظة الشرقية في جمهورية مصر العربية. حسب إحصاءات سنة 2006، بلغ إجمالي السكان في ميت معلا 5196 نسمة، منهم 2666 رجل و2530 امرأة.

## التاريخ
قرية ميت معلا من القرى القديمة، حيث وردت باسم «منية معلا» في أعمال الشرقية ضمن قرى الروك الصلاحي التي أحصاها ابن مماتي في كتاب قوانين الدواوين، كما وردت باسم «منية مُعلّى» في أعمال الشرقية ضمن قرى الروك الناصري التي أحصاها ابن الجيعان في كتاب «التحفة السنية بأسماء البلاد المصرية». وفي العصر العثماني وردت في التربيع العثماني الذي أجراه الوالي العثماني سليمان باشا الخادم في عصر السلطان العثماني سليمان القانوني ضمن قرى ولاية الشرقية، وفي تاريخ 1228هـ/1813م الذي عدّ قرى مصر بعد المسح الذي قام به محمد علي باشا باسم «ميت مِعلّا» ضمن قرى مديرية الشرقية. ويُذكر أن ابن مماتي وابن الجيعان قالا أنها كانت من كفور طفّيس.